# Matt Lee

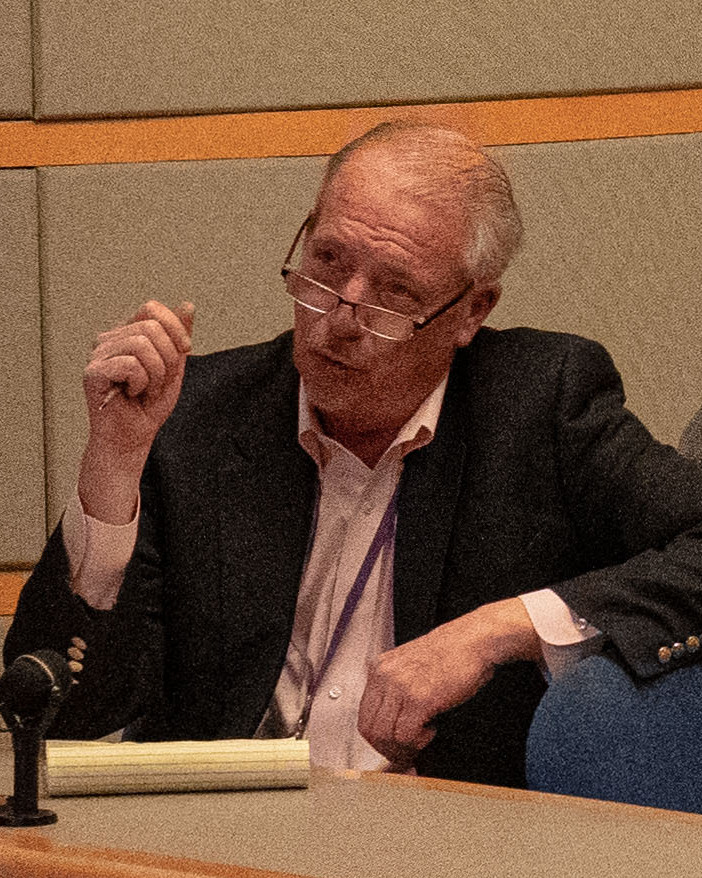
Matthew Lee (2023)

Matthew Lee (* 9. September 1965) ist ein US-amerikanischer Journalist. Er ist vor allem als Vertreter der Associated Press im amerikanischen State Department bekannt.

## Leben und Tätigkeit
Nach dem Schulbesuch studierte Lee an der Georgetown University School of Foreign Service, die er 1989 mit einem Bachelor-Abschluss im Fach Internationale Beziehungen verließ. Anschließend arbeitete er als Hilfskraft für die Washington Post, wo er seine Affinität für den journalistischen Beruf entdeckte. Von 1990 bis 1994 arbeitete Lee einige Jahre lang für die Zeitung The Daily Progress in Charlottesville in Virginia.
1994 ging Lee nach Kambodscha, wo er zunächst als unabhängiger Reporter für die Zeitung Cambodia Daily und einige internationale Zeitungen arbeitete. 1995 wurde er Mitarbeiter bei der Presseagentur Agence France-Presse (AFP), für die er die Leitung des Büros in Phnom Penh übernahm. Während seiner Tätigkeit im Kambodscha wurde Lee 1997, während er über eine Schießerei zwischen Anhängern von zwei sich befehdenden Fraktionen des kambodschanischen Staatsapparates berichtete, von einem Schrapnell getroffen und verletzt.
Von 1999 bis 2005 fungierte Lee als Vertreter der AFP im amerikanischen State Department. In dieser Eigenschaft wohnte er den täglichen Pressekonferenzen des Ministeriums bei, um für seine Agentur Informationen über neueste Ereignisse und Positionierungen der US-Regierung zu sammeln und um den Regierungsvertretern, die an den Konferenzen teilnehmen, Fragen über die jüngsten außenpolitischen Ereignisse und Entwicklungen und zur Haltung der Regierung zu diesen zu stellen.
Von 2005 bis 2007 war Lee stellvertretender Büroleiter der AFP für Ostafrika in Nairobi.
2007 wechselte Lee zur Presseagentur Associated Press, für die er seither in gleicher Weise wie zuvor für die AFP als ihr ständiger Vertreter an den Pressekonferenzen im amerikanischen State Department teilnimmt und dort Informationen für seine Agentur sammelt.
Nathan J. Robinson hat Lees konfrontativen Umgang mit Regierungsvertretern in einem Beitrag für die Fachzeitschrift Current Affairs als für die Journalistenzunft als Ganze vorbildlich gelobt. Robinson beschrieb Lees Herangehensweise an seine Auseinandersetzungen mit den Vertretern der Staatsmacht als eine „Meisterklasse“ in dem Punkt, „wie Journalisten Behauptungen, die von der Regierung kommen, behandeln sollten“ („a master class in how journalists should approach government claims“). Der Fernsehkomiker John Oliver lobte Lees Befragungsstil in ähnlicher Weise, indem er einen kritischen Abtausch von Lee mit einem Regierungssprecher, den er in seiner Sendung Last Week Tonight abspielte, in dem Lee den Regierungssprecher mit einem pointierten Kommentar in sichtbare Verlegenheit brachte, erheitert mit den Worten kommentierte: „Wow, das war brutal. Ich wünsche mir nichts mehr, als dass dieser Reporter in Zukunft das Fact-checking in allen Pressekonferenzen übernimmt“ („Wow, that's brutal. And I so badly want that reporter fact-checking every press briefing from now on.“)

## Ehe und Familie
Lee ist verheiratet und hat eine Tochter.